# V Magazine
V magazine est un périodique français créé à Marseille le 23 septembre 1944 ayant porté différents noms : V, puis V magazine, Voir magazine, Voir, Magazine illustré du M.L.N., puis L'Hebdomadaire du reportage.
Ce magazine connait plusieurs périodes. Chaque collection à son nom et sa ligne éditoriale. Le plus souvent, il y a une couverture d'une femme plus ou moins connue, des reportages historiques, des articles sur les nouveautés et des interviews.  
On peut retrouver des nouvelles de plusieurs auteurs comme par exemple Louis-Charles Royer, Jacques Spitz ou Robert Gaillard. Il y avait des caricaturistes comme Robert Lassalvy ou Moallic.
C'est dans ce magazine que Jean-Claude Forest publia Barbarella dès 1962, et Robert Gigi, Scarlett Dream en 1965.
Georges H. Gallet en fut le rédacteur en chef où il publia des textes de science-fiction.